# 南大仙林校区駅
座標: 北緯32度06分41秒 東経118度57分21秒 / 北緯32.111315度 東経118.955867度
南大仙林校区駅（なんだいせんりんこうく-えき）は中華人民共和国江蘇省南京市棲霞区仙林大道の南側にある、南京地下鉄2号線の駅である。

## 駅構造
島式ホーム1面2線の高架駅。
| 2号線ホーム | ←2号線 油坊橋方面 |
| 2号線ホーム | 島式ホーム        |
| 2号線ホーム | 2号線 経天路方面→ |

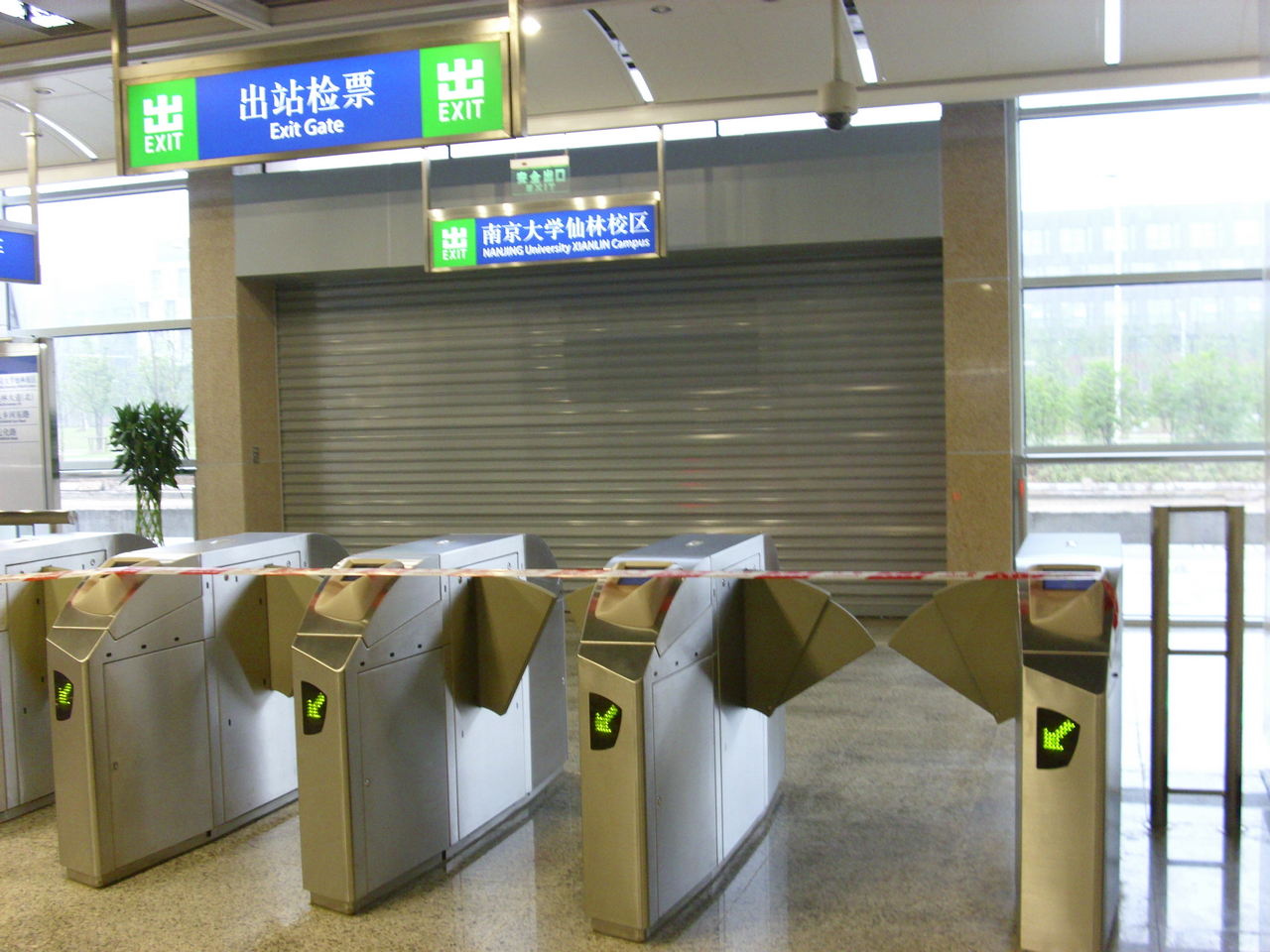
改札口
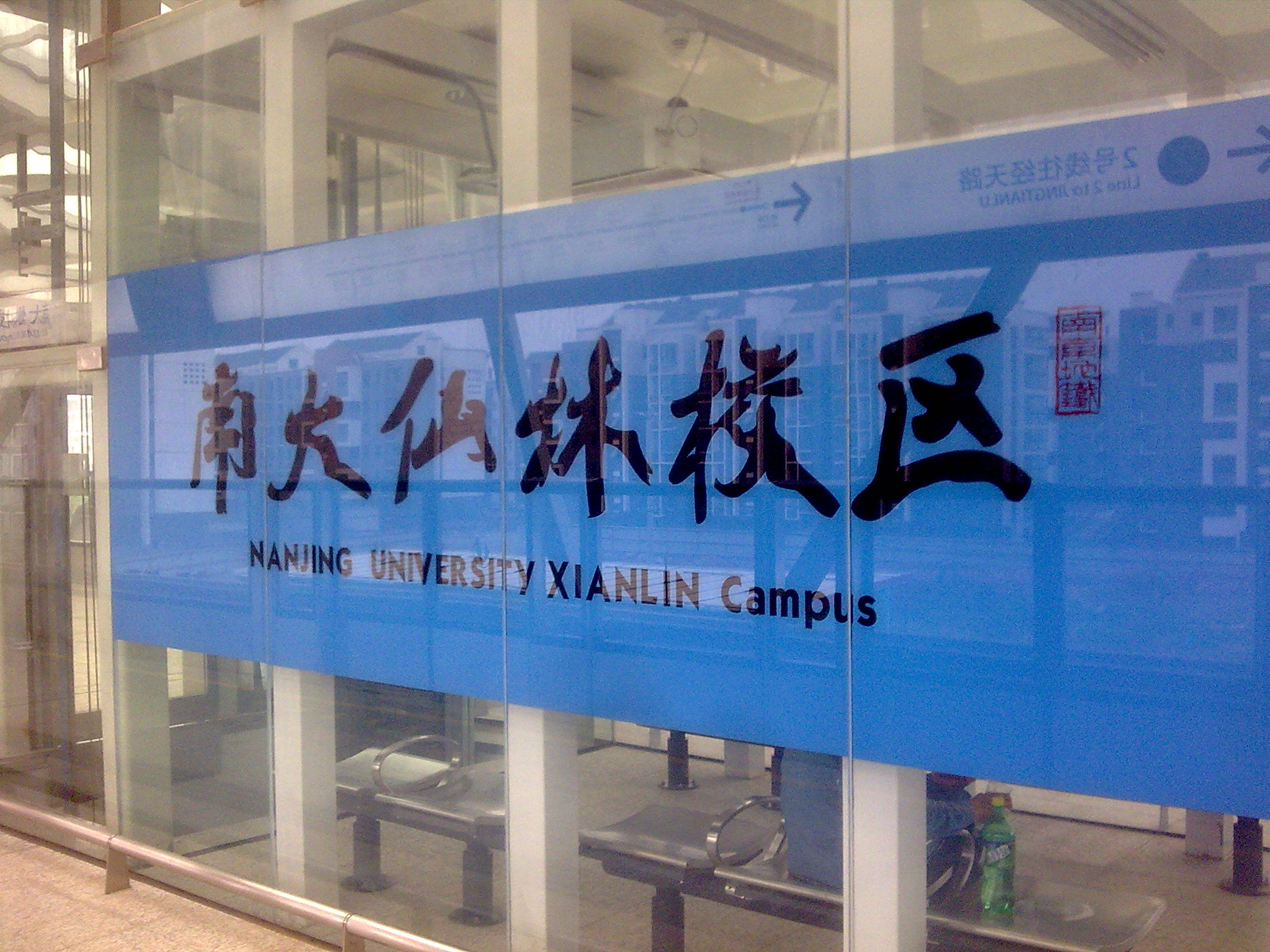
駅名標

## 駅周辺
- 南京大学仙林校区

## 歴史
- 2010年5月28日2号線の駅として開業。

## 隣の駅
南京地下鉄
■2号線
羊山公園駅 - 南大仙林校区駅 - 経天路駅